# بطاطا وكرنب
بطاطا وكُرُنب هو طبق بَريطاني مصنوع من البطاطا المسلوقة والملفوف المخلوط معًا والمقلية. يصنفه كاتب الطعام هُوَرد هِلمَن على أنه أحد "أطباق الفلاحين العظيمة في العالم". الطبق معروف منذ القرن الثامن عشر على الأقل، وفي نسخته الأولى كان يحتوي على لحم بقري مطبوخ، ثم أصبح الخضار المكونان الرئيسان بحلول منتصف القرن العشرين.